# Art Official Age
Art Official Age es el trigésimoquinto álbum de estudio del músico estadounidense Prince, publicado el 30 de septiembre de 2014 por NPG Records y Warner Bros. Records, marcando la segunda colaboración de ambas disqueras desde The Gold Experience de 1995. 

## Lista de canciones
Todas las canciones escritas y compuestas por Prince. 
| N.º | Título                                            | Duración |  |
| 1.  | «Art Official Cage»                               | 3:41     |  |
| 2.  | «Clouds»                                          | 4:34     |  |
| 3.  | «Breakdown» (con Andy Allo)                       | 4:04     |  |
| 4.  | «The Gold Standard»                               | 5:53     |  |
| 5.  | «U Know»                                          | 3:56     |  |
| 6.  | «Breakfast Can Wait»                              | 3:54     |  |
| 7.  | «This Could Be Us»                                | 5:12     |  |
| 8.  | «What It Feels Like» (con Andy Allo)              | 3:53     |  |
| 9.  | «affirmation I & II» (con Lianne La Havas)        | 0:40     |  |
| 10. | «Way Back Home» (con Delilah)                     | 3:05     |  |
| 11. | «FunknRoll (Remix)»                               | 4:08     |  |
| 12. | «Time» (con Andy Allo)                            | 6:49     |  |
| 13. | «affirmation III» (con Lianne La Havas y Delilah) | 3:27     |  |

## Listas de éxitos
| Lista (2014)                            | Posición |
| --------------------------------------- | -------- |
| Australia (ARIA)                        | 15       |
| Bélgica (Ultratop flamenca)             | 8        |
| Bélgica (Ultratop valona)               | 18       |
| Canadá (Billboard Canadian Albums)      | 21       |
| Dinamarca (Hitlisten)                   | 3        |
| Países Bajos (Album Top 100)            | 4        |
| Finlandia (Suomen Virallinen Lista)     | 20       |
| Francia (SNEP)                          | 6        |
| Hungría (MAHASZ)                        | 3        |
| Nueva Zelanda (Recorded Music NZ)       | 17       |
| Noruega (VG-lista)                      | 2        |
| Suecia (Sverigetopplistan)              | 9        |
| Reino Unido (UK Albums Chart)           | 8        |
| Estados Unidos (Billboard 200)          | 5        |
| Estados Unidos (Top R&B/Hip-Hop Albums) | 1        |